# 오타와 캔터베리 고등학교

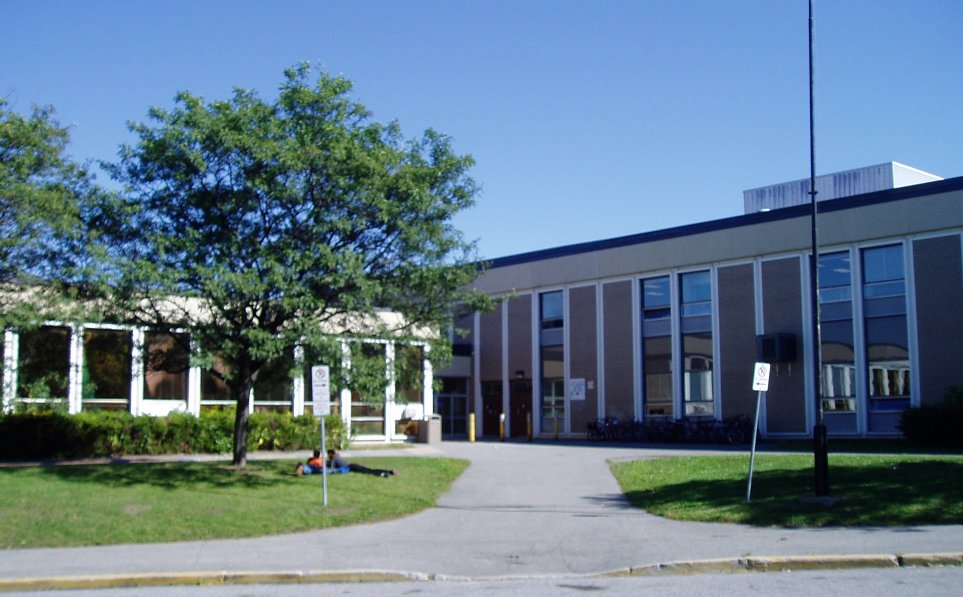
오타와 캔터베리 고등학교

오타와 캔터베리 고등학교(Ottawa Canterbury High School)는 캐나다 온타리오주 오타와에 있는 사립 고등학교이다.

## 개교
이 학교는 1969년에 첫 개교되었다.